# Yeyo Balbás
Yeyo Balbás (Torrelavega, Cantabria, 1972) es un divulgador y escritor español centrado en la historia antigua y medieval.

## Carrera
Ha trabajado en diferentes proyectos como ilustrador, desarrollador de videojuegos, traductor, investigador, guionista y asesor en documentales y cortos de carácter histórico. Entre sus colaboraciones como asesor, la película Resucitado de  Kevin Reynolds y el documental La Chanson de Roland de Olivier van der Zee. Colabora en diversas revistas como Memoria y Desperta Ferro. Es autor de ensayos, cómics, relatos cortos y novelas históricas. Con la novela Cova Dónnica, ganó el  XI Certamen de Novela Histórica «Ciudad de Úbeda» en 2022. Es especialista en el periodo de la Antigua Roma, la conquista musulmana de la península ibérica y la Reconquista.

## Obras

#### Ensayo
- Espada, hambre y cautiverio (2022)

#### Novela
- Pan y circo (2014)
- El reino imposible (2019)
- Cova Dónninca (2022)
- Pax romana (2023)
- Los cuatro pilares (2025)